# Ingvar Ernblad
Jan Ingvar Birger Ernblad, född 4 april 1943 på Kungsholmen i Stockholm, är en svensk TV-producent och programledare. Hans bror var skådespelaren Gunnar Ernblad.

## Karriär
Ingvar Ernblad började på Sveriges radios TV-sändningar 1967 som journalist på Aktuellt. Under många år arbetade han på sporten, där han bland annat tillsammans med Arne Hegerfors kommenterade Bernt Johanssons segerlopp på herrarnas linjelopp i cykel vid OS i Montreal 1976, utsett till det mest klassiska ögonblicket i sommar-OS i en omröstning i SVT 2012. Från 1980-talet och fram till sin pensionering 2008 arbetade Ernblad som producent på SVT i Malmö där han bland annan producerade TV-sändningarna från Nils Poppes föreställningar från Fredriksdalsteatern och komediprogrammet Helt apropå och specialversionen av programmet,The Prize, som tilldelades Guldrosen på Rose d'Or-festivalen i Montreux 1987. Ernblad har även producerat Fritte frågar, Rena rama sanningen, Bumerang och Robins.
Mellan 1997 och 2006 var Ernblad producent och programledare för Djursjukhuset. Han har även tillsammans med Emma Kronqvist skrivit en bok med samma namn.  Han har även gjort en mindre roller i Gangsterfilmen (1974) samt gjort speakerrösten i resumén till Frihetens skugga (1994).